# ناحیه رتشاگ
ناحیهٔ رتشاگ (به مجاری: Rétsági járás) یک ناحیه در مجارستان است که در نوگراد واقع شده‌است. ناحیهٔ رتشاگ ۴۳۵٫۰۳ کیلومتر مربع مساحت و ۲۴٬۳۹۵ نفر جمعیت دارد.